# Manon Schol
Manon Schol (9 november 1978) is een Nederlands softballer.
Schol speelt eerste en derde honkvrouw en buitenvelder en slaat en gooit rechts. Ze kwam tot 2002 uit voor de Sparks uit Haarlem waar ze ook achtervanger was en daarna voor de Terrasvogels en tot 2008 voor Eurostars. Ze was tevens lid van het Nederlands damessoftbalteam waarmee ze in 2002 deelnam aan de Wereldkampioenschappen in Canada.